# Colditz
Colditz è una città di 8 381 abitanti della Sassonia, in Germania.
Appartiene al circondario (Landkreis) di Lipsia (targa L). La città è famosa soprattutto per il castello di Colditz, che fu utilizzato come campo di prigionia durante la prima e la seconda guerra mondiale; durante quest'ultima il campo fu intitolato "Oflag IV C".

## Galleria d'immagini

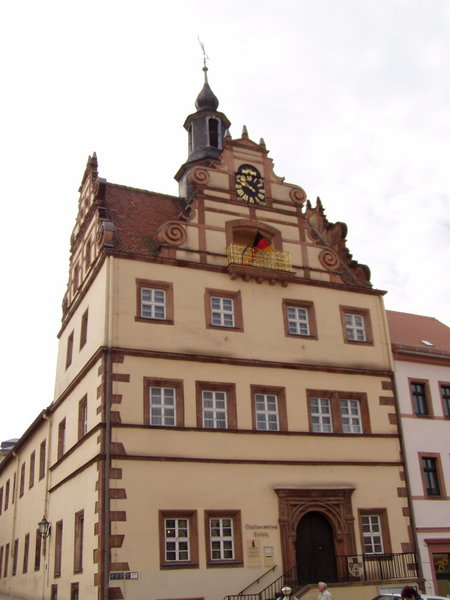
Il municipio (ted. Rathaus) di Colditz
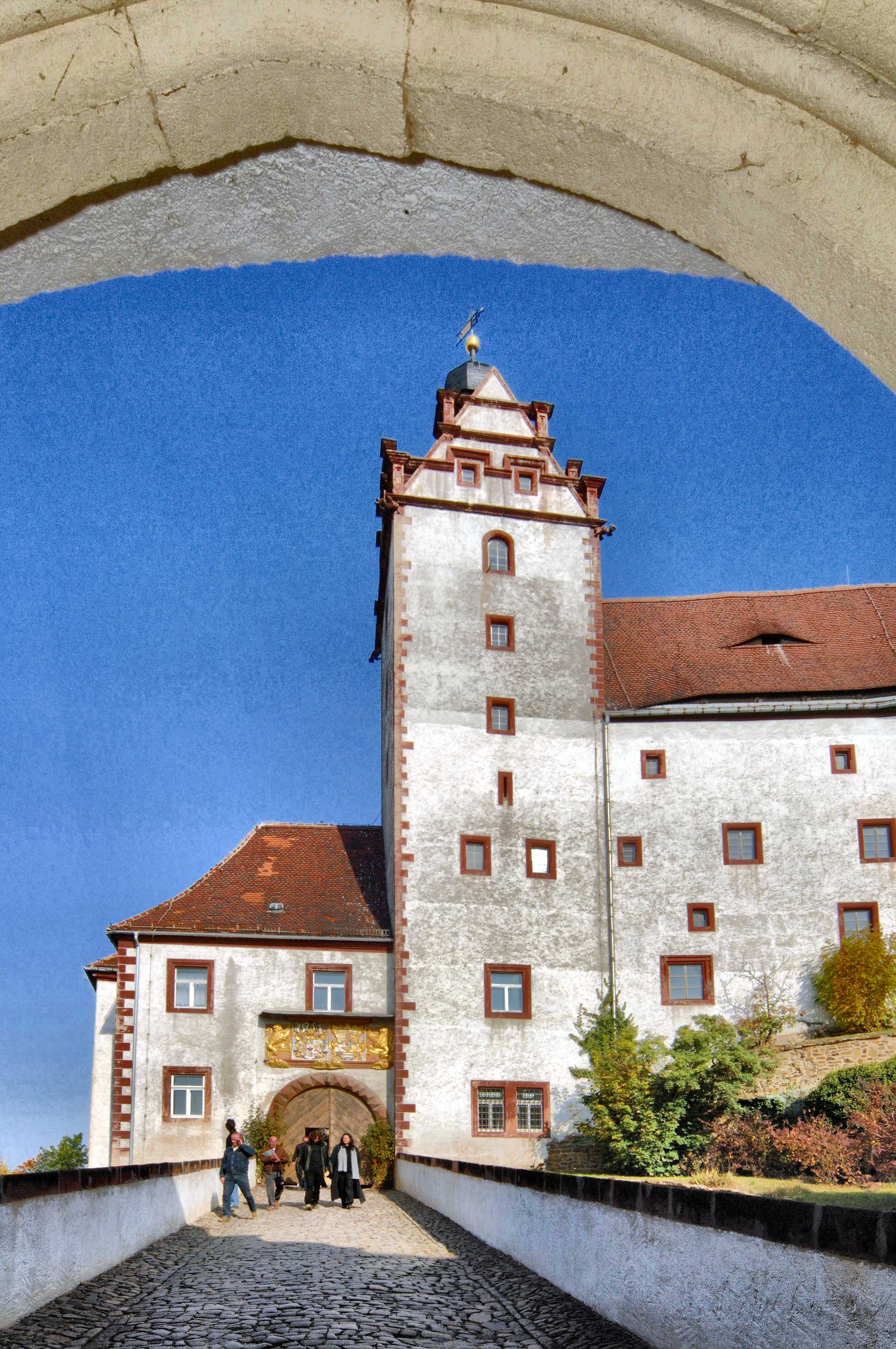
Il castello di Colditz
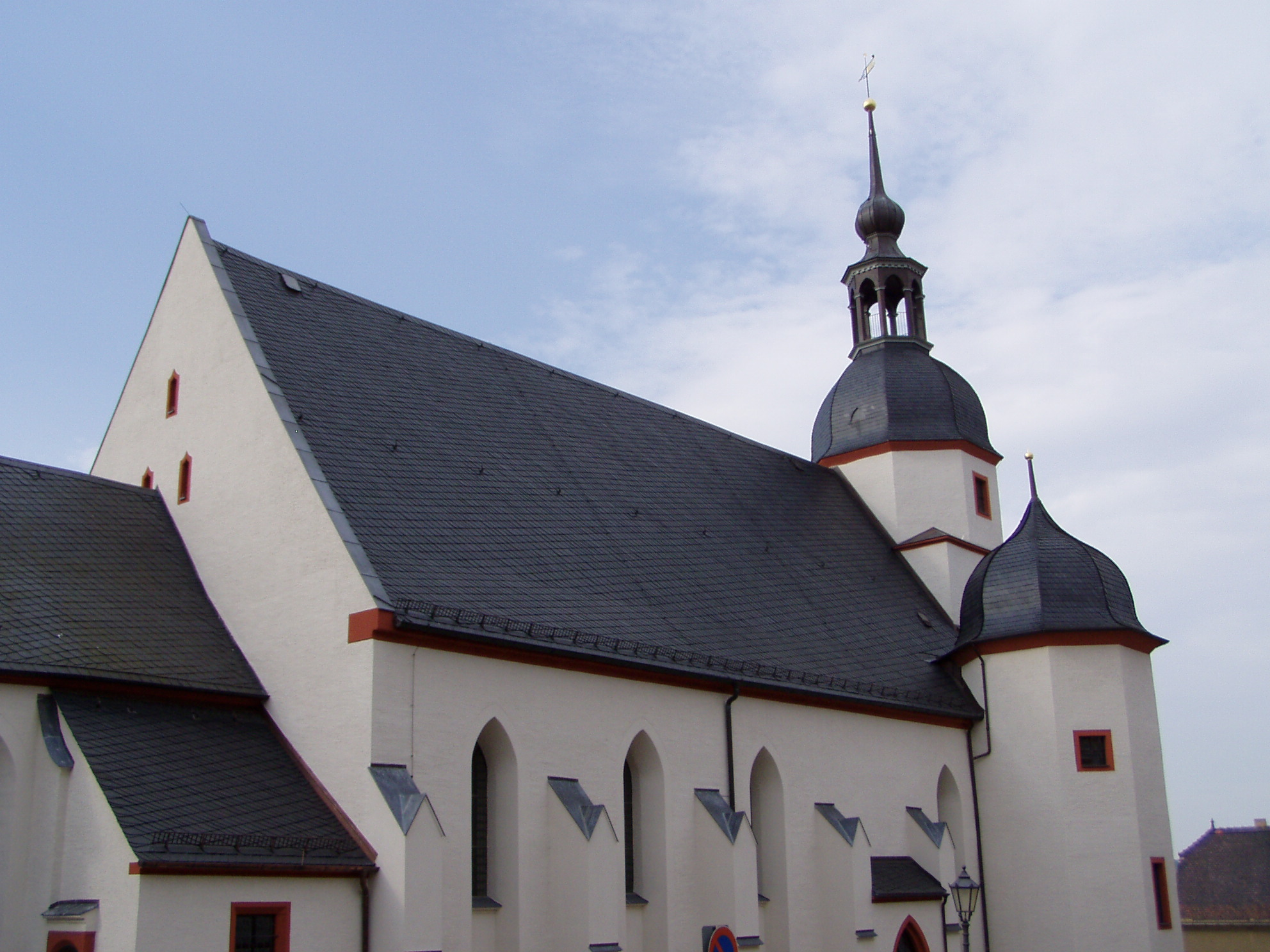
Chiesa di Sant'Egidio
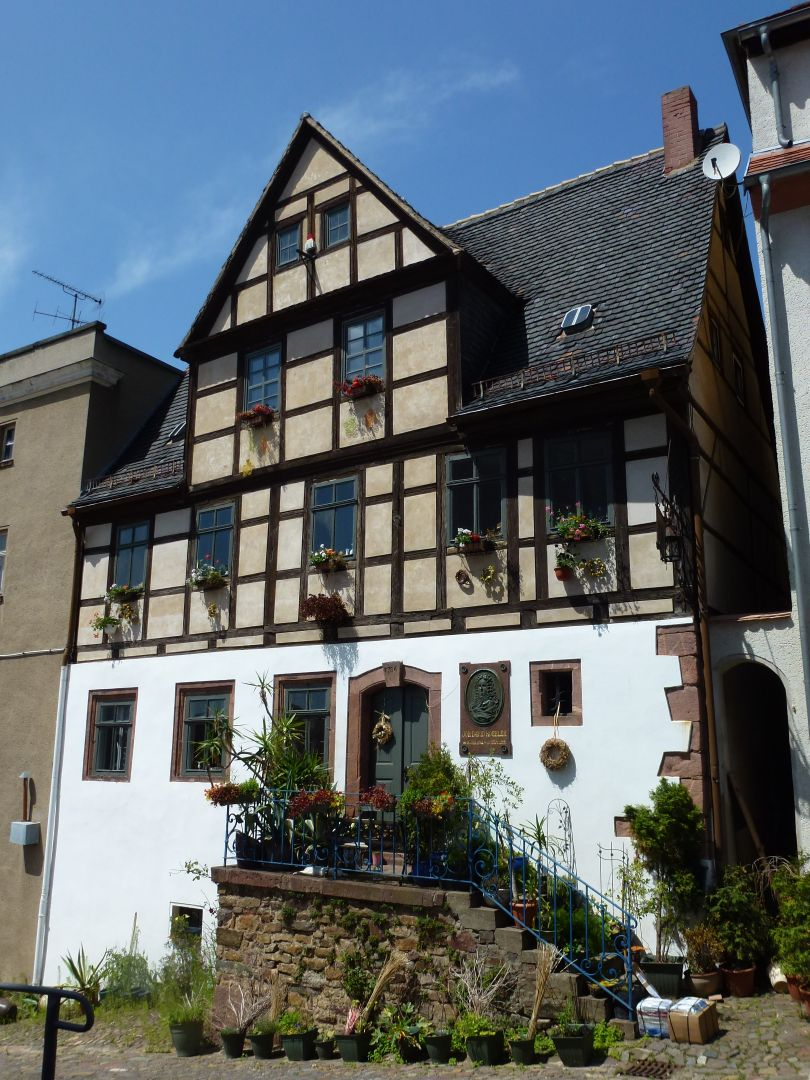
Casa con tavola commemorativa di David Köhler